# A Magyar Mezőgazdasági Múzeum Közleményei
A Magyar Mezőgazdasági Múzeum Közleményei a Magyar Mezőgazdasági Múzeum hivatalos, általában évenként megjelenő folyóirata.

## Története
A Magyar Mezőgazdasági Múzeumot 1896-ban alapították, és működésének első 60-70 évében számos kisebb-nagyobb kiadványt jelentett meg, de hivatalos folyóirata nem volt. Ennek pótlására indították meg 1962-től a Közleményeket.
Azóta a folyóirat folyamatosan él – jelenleg (2023) 60 éves elmúlt – ugyanakkor többször előfordult történetében, hogy egyes évfolyamok összevontan (utólag jelentek meg), azaz az eltelt évek számánál kevesebb a megjelent tényleges kötetek száma. A folyóiratban elsősorban a múzeum dolgozói számára nyújt publikálási lehetőséget hosszabb-rövidebb tanulmányok alakjában, ugyanakkor külső kutatók írásai is megjelentek benne. A tanulmányok egy része a Magyar Mezőgazdasági Múzeum történetével, gyűjteményeivel foglalkozik; másik részük a mezőgazdaság-történeti témaköröket dolgozza fel magyar és nemzetközi viszonylatokban. Több írás biografikus módon egy-egy jelentős múzeumi vagy egyéb, mezőgazdaság-tudományhoz kötődő személy munkásságát mutatja be.
Az egyes kötetek a 2010-es évektől elérhetőek a Hungaricana oldalán (1964 és 2019 közötti számok).
A tanulmányok általában magyar nyelven jelennek meg, 1973-ban és 1975-ben volt példa jelentősebb idegennyelvű publikálásra is, más számokban ilyenek elszórtan fordulnak elő.
1984-ben megjelent A Magyar Mezőgazdasági Múzeum Közleményei repertóriuma: 1962-1983 (összeáll. Hernádi László Mihály, Szerzői kiadás, Pécs), amely 2010 óta elektronikusan is kutatható.

## Az egyes számok tartalma

### 1962
| (I.) Szabó Miklós szerk.: A Magyar Mezőgazdasági Múzeum Közleményei 1962 (Budapest, 1962) |
| --- |
| - Matolcsi János: A mezőgazdaság szocialista átalakulásából adódó múzeumi feladatok - Barbarits Lajos: A tömegoktatás agrármuzeológiai módszerei - Dr. Éber Ernő: A mezőgazdaságtan első hazai tanszéke és első tanára: Mitterpacher Lajos - Kovács Miklós: Adatok a XVI—XVIII. század magyar állattartásának és tenyésztésének történetéhez - Dr. Martha Zsuzsanna: A magyar tyúk nemesítésének első időszaka - Khin Antal: A pesti vizafogók és a mai Vizafogó utca neve - Imre Gyula: Tótszentmárton a fejlődés útján - Dr. Iványi Béla: Adatok a magyar halászat történetéhez - Kralovánszky Alán: Kora Árpád-kori mezőgazdasági eszközök a Közép-Dunamedencéből - Dr. Takács Imre: A magyar mezőgazdasági irodalom összefoglaló retrospektív bibliográfiája - Isztiméry László: Numizmatikai gyűjtés a Mezőgazdasági Múzeumban - A múzeum életéből - A múzeum gyűjteményeiből - Agrártörténeti könyvek, folyóiratok |

### 1964
| (II.) Szabó Miklós szerk.: A Magyar Mezőgazdasági Múzeum Közleményei 1964 (Budapest, 1964) |
| --- |
| - Bökönyi S.—Kállai L.—Matolcsi J.—Tarján R.: Összehasonlító vizsgálatok az őstulok és a szarvasmarha elülső lábközépcsontján - Barbarits Lajos: A vetőgép magyarországi elterjedésének angliai és németországi előzményei - Balassa Iván: Kezdetleges gabonatisztító eljárások - Dr. Donáth Ferenc: A nagybirtok igénybevétele az 1945. évi földreform során - Orbán László: Az első nemzetközi vadászati kiállítás és magyar vonatkozásai - Khin Antal: A Szelidi tó halászata - Dr. Martha Zsuzsanna: A baromfitermékek mai nagyüzemi termelésének előzményei Magyarországon - Patay Árpád—Dr. Sz. Póczy Klára: Gyümölcsmaradványok aquincumi mumiasírból - Dr. Takács Imre: A mezőgazdaság általános szakfelügyelete a polgári Magyarországon - Dr. Kralovánszky Alán: Szarvasmarha-temetkezés a honfoglalás korából - Patay Árpád: Két ősi szőlőmetszőkés-típus és annak későbbi előfordulása a Dunántúlon - Dr. Valkó Arisztid: A nagyszentmiklósi földmivesiskola működése 1863—1889 között - Dr. Szabó Miklós: Berzsenyi Dániel, a mezei szorgalom némely akadályairól - Dr. Lengyel Imre: A sárbogárdi, honfoglaláskori temető állatcsontjainak kémiai analyzise - Kovács Miklós: A lipicai ménes menekítése Napóleon seregei elől - Kiss Attila—Dr. Kralovánszky Alán: A márfai avarkori lósír - Gunst Péter: Egy vecsési parasztgazdaság jövedelmezősége 1937-ben - Isztiméry László: Mezőgazdasági vonatkozású pecsétek csoportosítása - Balassa Iván: Nemzetközi megbeszélés a munkaeszköztörténeti archívumok kérdéséről a Magyar Mezőgazdasági Múzeumban - Gunst Péter: Nemzetközi agrártörténeti bibliográfia - Dr. Takács Imre: A Magyar Mezőgazdasági Szakirodalom Könyvészetének VI. kötete |

### 1965–1966
| (III.) Matolcsi János szerk.: A Magyar Mezőgazdasági Múzeum Közleményei 1965–1966 (Budapest, 1966) |
| --- |
| - Matolcsi János: Hét évtized a magyar agrárkultúra szolgálatában;(1896—1966) - Gunst Péter: Az agrártörténetírás Magyarországon 1945 után - Nováki Gyula: Kora vaskori sarlólelet Kőszegről - Pető Mária: A nyereg formái Pannoniában az i. sz. I—IV. században - Wellmann Imre: Pestmegye viszálya Pest városával piacra vitt paraszti termelvények körül az 1730-as években - Khin Antal: A somorjai halászcéh - Balassa Iván: Az eke szántóföldre történő kiszállításának módjai - Für Lajos: Kataszteri felvételek a Csákvári uradalom területén - Valkó Arisztid: A Balatonfüredi Szőlőműves Felsőnépiskola és a Szeretetház működése 1870—1882 között - Donáth Ferenc: A magyar mezőgazdaság háborús kárai 1944-45-ben és azok hatása a mezőgazdasági termelésre |

### 1967–1968
| (IV.) Matolcsi János szerk.: A Magyar Mezőgazdasági Múzeum Közleményei 1967–1968 (Budapest, 1968) |
| --- |
| - P. Hartyányi Borbála—Nováki Gyula—Patay Árpád: Növényi mag- és termésleletek Magyarországon az újkőkortól a XVIII. századig - Samen- und Fruchtfunde in Ungarn von der Jungsteinzeit bis zum XVIII. Jahrhundert - Matolcsi János: Avarkori háziállatok maradványai Gyenesdiáson - Überreste von Haustieren aus dem Zeitalter der A waren in Gyenesdiás - Valkó Arisztid: A solymári vadászkastély - Das Jagdschloss zu Solymár - N. Kiss István: Nagybirtokok árutermelése és külkereskedelme a XVII. századi Magyarországon - Warenproduktion und Exporttätigkeit einiger ungarischen Magnatengutshöfe im XVII. Jahrhundert - Balassa, Iván: A magyarországi faekék főbb típusai a XVIII—XIX. században - Die Haupttypen der ungarischen Holzpflüge im XVIII—XIX. Jh - Selmeczi Kovács Attila: A csűr szerepe Észak-Heves megye paraszti gazdálkodásában - Die Rolle der Scheune in der Bauernwirtschaft vom nördlichen Heves - Für Lajos: Az ászári szőlészet a századfordulón - Der Weinbau in Ászár um die Jahrhundertwende - Mártha Zsuzsanna: A baromfitoll a magyar gazdasági életben századunk elejéig - Die Geflügelfeder im ungarischen Wirtschaftsleben bis zum Beginn unseres Jahrhunderts - Takács Imre: A mezőgazdaság irányításának jogforrásai, intézményei és szervei Magyarországon;(1889—1919) - Rechtsquellen, Institutionen und Organe der Fachleitung der Landwirtschaft in Ungarn;(1889—1919) |

### 1969–1970
| (V.) Balassa Iván szerk.: A Magyar Mezőgazdasági Múzeum Közleményei 1969–1970 (Budapest, 1970) |
| --- |
| - 25 esztendő - Donáth Ferenc: A negyedszázados földreform - Valkó Emőke: Békési bronzkori növényleletek anthrakotomiai vizsgálata - Hoffmann Tamás: A kora-középkori agrárforradalom - Balassa Iván: A magyar ekés földművelés kezdetei - Méri István: Árpád-kori falusi gabonaőrlő és kenyérsütő berendezések - Selmeczi Kovács Attila: A napraforgó meghonosodása és elterjedése Európában - N. Kiss István: A paraszti földvásárlás és kölcsönügylet kérdéséhez - Török Katalin: A szántóföldek és a rétek aránya Magyarországon a XVIII. században - Takács Imre: Az erdészet fejlődése Magyarországon 1880-ig a jogszabályok tükrében - Nováki Gyula: Törkölyverem Pásztón a XVIII. század második feléből - N. Kiss István: Pálinkafőzés a pásztói cisztercita uradalomban - Matolcsi János: Híres versenylovak csontozatának sajátosságai - Timár Eszter — Veress Éva: A kenyérfogyasztás statisztikai becslése - Khin Antal: A régi Csallóköz mint halászóhely - Für Lajos: Az állattenyésztés szerkezeti átalakulása a századfordulón - Mártha Zsuzsánna: Törekvések a tojáskereskedelem rendezésére Magyarországon századunk elején és a (Budapesti tojástőzsde - Pintér János: Az egri főkáptalani uradalom mezőgazdálkodása az 1928— 1929. években - Barbarits Lajos: Népművelő és tudományos munka az agrármúzeum feladatkörében |

### 1971–1972
| (VI.) Wellmann Imre szerk.: A Magyar Mezőgazdasági Múzeum Közleményei 1971–1972 (Budapest, 1973) |
| --- |
| - Előszó - Preface - Fussel, George Edwin: What is traditional agriculture - Gunda, Béla: Origin of plant cultivation in the New World - Steensberg, Axel: The practice of tilling spades in Asia and Europe - Lerche, Grith: Recent datings of Danish ploughing implements by the radiocarbon method - Balassa, Iván: Möglichkeiten der Erforschung der frühesten Pflugbenutzung in Mitteleuropa - Vakarelski, Christo: Wurde in Bulgarien der Socha-Pflug verwendet? - Dukov, Ljubomir: Développement historique des éléments traditionnels en fer des instruments agricoles de travail sur le territorie bulgare - Kothe, Heinz: Form- und Funktionswandel an Vierkantpflügen - Fenton, Alexander: Early yoke types in Britain - White, Kenneth D.: The Great Chesterford scythes - Takács, Lajos: Die Hakensichel in Ungarn - Maksay, Ferenc: Struktur der ungarischen Dorf Siedlungen zur Zeit der traditionellen Landwirtschaft - Hauser, Albert: Bäuerliche Wirtschaft und Ernährung in der Schweiz vom 15. bis 18. Jahrhundert - Smelhaus, Vratislav: Die Teiche als Faktor gründlicher Wandlungen in der böhmischen Landwirtschaft - Minchinton, Walter E.: The agricultural regions of England and Wales - Madurowicz-Urbanska, Helena: Forschungen über die landwirtschaftlichen Regionen Polens im Zeitraum vom 16. bis 19. Jahrhundert - N. Kiss, István: Monoculture de vigne et qualité des vins dans la Hongrie des XVIe—XVIIIe siecles - Tloczek, Ignacy F.: Traditionelle Formen der ländlichen Bauten in Ostpolen - Vargha, László: Wirtschafts - und architekturgeschichtliche Denkmäler in Ungarn aus dem 18. und 19. Jahrhundert - B. Szőllősy, Éva—Varga, Dénes: Elektronische Datenverarbeitung von feudalen Güterkonskriptionen - Vörös, Károly: Eine spätfeudale Steuerliste als Quelle zu regionalen Forschungen - Veress, Éva: Regionale Untersuchungen zum Thema „Betriebsformen der Bauernwirtschaft" - Cseh, László: Herstellung topographischer Diagramme mit der elektronischen Rechenmaschine - F. Török, Katalin: Agrargeschichtliche und agrarethnographische Lehren von den Flurkarten aus dem 18. Jahrhundert - Kovách, Géza: Die Lage der Fronbauern auf den Kameralgütern im Komitat Arad nach der Urbarialregelung - Heitz, Gerhard: Zur Struktur der Feudalrente - Schremmer, Eckart: Die Veränderung der Produktionsstruktur auf dem flachen Land im 17. und 18. Jahrhundert in Südostdeutschland - Karaman, Igor: Die Hauptmerkmale der landwirtschaftlichen Verhältnisse in Slavonien-Syrmien vom 18. bis 20. Jahrhundert - Andrásfalvy, Bertalan: Weidegang und Hirtenwesen in Transdanubien und in der Großen Ungarischen Tiefebene - Balogh, István: Viehbaltungstypen des Karpatenbeckens im 19. Jahrhundert - Kramarik, Jaroslav: Die geographische Verbreitung der Arl in Böhmen und Mähren und ihre kulturhistorische Bedeutung - Lühning, Arnold: Über eine besondere Methode des Pflügens mit sechs Pferden in den holsteinischen Elbmarschen - Selmeczi-Kovács, Attila: Handgeräte für das Garbenbinden und die Einbringung des Getreides in Ungarn - Markus, Michal: Gemeinsame Forschungsprobleme der Entwicklung von Landwirtschaft und Ernährung - Kisbán, Eszter: Eingliederung neuer Anbaufrüchte in die Volksnahrung - Barabás, Jenő: Innovationszentren in der ungarischen Agrarkultur - Jacobeit, Wolfgang: Die Umwandlung der traditionellen Landwirtschaft in volkskundlicher Sicht - Wellmann, Imre: Die neuzeitliche „landwirtschaftliche Revolution" und ihre Anfänge in Ungarn - Gergelyi, Otmar: Entstehung, Organisation und Tätigkeit der landwirtschaftlichen Vereine auf dem Gebiet der Slowakei bis 1914 - Henning, Friedrich-Wilhelm: Die Entwicklung der Produktivität in den bäuerlichen Betrieben während der letzen Phase der feudalistischen;(traditionellen) Landwirtschaft - Berthold, Rudolf: Die Problematik der Relationen zwischen landwirtschaftlicher Produktion und Bevölkerungsentwicklung in Deutschland von 1800 bis 1939 - Henning, Friedrich-Wilhelm: Diskussionsbeitrag - Müller, Hans-Heinrich: Zur Frage der Umwandlung der traditionellen Landwirtschaft - Kostrowicka, Irena: Transformations dans l'économie agricole tradition nelle polonaise au XIXe siecle - Vávra, Miloslav: Die Bedeutung von Ferenc Schams für den Weinbau der Welt und besonders für die mährischen Weinbauern - Orel, Vitezslav—Vávra, Miloslav: Die Tier- und Pflanzenzüchter in Mähren im Hintergrunde der Entdeckung von Mendel - Martha, Zsuzsanna: Die Umwandlung der traditionellen Geflügelzucht in Ungarn - Blake, Susan: A geographical analysis of agricultural engineering in Britain in the 19th century - Hupfauer, Max: Geschicht e der Elektrifizierung der deutschen Landwirtschaft - Kodedová, Oldriska: Hauptzüge der landwirtschaftlichen Entwicklung in den böhmischen Ländern und das landwirtschaftliche Schulwesen in den Jahren 1870 bis 1914 - Timár, Eszter: Regionale Umgestaltung der traditionellen Landwirtschaft Ungarns in der zweiten Hälfte des 19. Jahrhunderts - Für, Lajos: Bedeutundere Agrarkulturdistrikte um die Jahrhundertwende in Ungarn - Orosz, István: L'extension de la culture a „rotation libre" dans le Nord-Est de la Hongrie a la fin du XIXe siecle - Simonffy, Emil: Einige Fragen der Bauernwirtschaft von Göcsej, einer in der Entwicklung zurückgebliebenen Landschaft im Zeitalter des Kapitalismus - Tóth, Tibor: Umgestaltung der Viehzucht der Großgrundbesitze zur Zeit der Jahrhundertwende im Komitat;(Bezirk) Somogy - Kósa, László: Kartoffelanbaugebiete in Ungarn am Ende des - Geday, Gusztáv: Erscheinen und Verbreitung des Jonathanapfels in Ungarn - Preininger, Magdolna: Die Obstproduktion von (Budapest im Spiegel der statistischen Angaben der Jahre 1895 und 1935 - Gyimesi, Sándor: Über die landwirtschaftlichen Grundlagen der Städte - Fél, Edit—Hofer, Tamás: Bäuerliche Wirtschaftsausrüstungen in einem ungarischen Dorf - Parain, Charles—Jest, Corneille: L'étude des communautés en France - Ravis, G.: Le Haut Plateau Ardéchois 1967—1970 - Kukovics, Sándor: Some peculiarities in the territorial development of the Hungarian agriculture - Kovács, Kálmán: De Entwicklung des Wesens des produktionsgenossenschaftlichen Eigentums - Mosser, Alois: Fragestellungen und Methoden der agrarhistorischen Forschung in Österreich seit dem Ende des Zweiten Weltkrieges - Wasberg, G. Christie: Bibliographische Hilfsmittel zum Studium norwegischer Orts- und Landwirtschaftsgeschichte |

### 1973–1974
| (VII.) Takács Imre szerk.: A Magyar Mezőgazdasági Múzeum Közleményei 1973–1974 (Budapest, 1975) |
| --- |
| - Vlcskó Lajos - Für Lajos — Fábián Gyula: A mező-, élelmiszeripar, erdő- és vadgazdaságtörténeti múzeumi tevékenység fejlesztésének egyes kérdései - Einzelne Fragen über die Entwicklung der wirtschafts-historischen Tätigkeit des Museums in der Landwirtschaft, Nahrungsindustrie, Forst- und Jagdwirtschaft - P. Hartyányi Borbála - Nováki Gyula: Növényi mag- és termésleletek Magyarországon az újkőkortól a XVIII. századig. II - Samen- und Fruchtfunde von Pflanzen in Ungarn von der Jungsteinzeit bis zum XVIII. Jahrhundert. II - Selmeczi Kovács Attila: A repcetermesztés alakulása a XIX. században Magyarországon - Gestaltung des Rapsanbaus in Ungarn im XIX. Jahrhundert - P. Erményi Magdolna: Adalékok Magyarország XIX. századi gyümölcstermesztéséhez - Beiträge zum Obstbau Ungarns im XIX. Jahrhundert - Barbarits Lajos: A gazdaságosság számítása a gépi aratás fejlődéstörténetében - Berechnung der Wirtschaftlichkeit in der Entwicklungsgeschichte der mechanisierten Getreideernte - Balassa Iván: Faktorok;(közvetítők) Tokaj-Hegyalja XVIII. század végi és XIX. század eleji borkereskedésében - Faktoren;(Vermittler) im Weinhandel der Tokajer Weingegend am Ende des XVIII. und Anfang des XIX. Jahrhunderts - Lippóczy Norbert: I. Tokaj-Hegyaljáról Lengyelországban 1726-ban. II. A tokaji bor viszontagságos útja Lengyelországban a XVIII. században - Uber Tokaj-Hegyalja in Polen im XVIII. Jahrhundert - N. Kiss István: A bécsi udvar borvásárlásai Magyarországon;(XVI—XVII. század) - Weineinkauf für den Wiener Hofhaushalt in Ungarn;(XVI-XVII. Jahrhundert) - Csöppüs István: A szarvasmarhaállomány alakulása Magyarországon a második világháború időszakában 1938—1944 - Die Gestaltung des Rindviehbestandes in Ungarn in der Zeit des zweiten Weltkrieges;(1938-1944) - Matolcsi János: Sertéstartás a Közép-Volga és a Káma vidékén az I. évezredben - Schweinehaltung in der Gegend der Mittel-Wolga und der Kama im I. Jahrtausend - Mártha Zsuzsanna: A baromfitoll az 1920—1944. évek magyar gazdasági életében - Die Geflügelfeder im Wirtschaftsleben Ungarns in den Jahren 1920-1944 - Takács Imre: A magyar állategészségügyi rendészet kialakulása és fejlődése 1918-ig - Entstehung und Entwicklung bis 1918 der ungarischen Veterinärpolizei - Pintér János: Nyolc évtized Orosházán az agrároktatás szolgálatában - Acht Jahrzehnte in Orosháza im Dienste des Agrarunterrichtes - Gunst Péter: Kelet-Európa gazdasági-társadalmi fejlődésének néhány problémája;(Különös tekintettel az agrárfejlődésre) - Einige Fragen der wirtschaftlichen-gesellschaftlichen Entwicklung Ost-Europas;(Mit besonderer Rücksicht auf die Agrarverhältnisse) |

### 1975–1977
| (VIII.) Takács Imre szerk.: A Magyar Mezőgazdasági Múzeum Közleményei 1975–1977 (Budapest, 1978) |
| --- |
| - Vlcskó Lajos: Szempontok és adatok a magyarországi növénytermesztésben elterjedt ipari módszerek agrártörténeti feldolgozásához;(1945—1975) - P. Hartyányi Borbála: Középkori budai lakóház mellékgödrében talált növényi maradványok - Nováki Gyula: Régi szántóföldek nyomai a Börzsönyben - Balassa Iván: A keszthelyi Georgikon arató- és cséplőszerződései;(1798—1816) - Selmeczi Kovács Attila: Agrotechnikai változások a XIX. századi repceművelésben Magyarországon - Vajkai Zsófia: Régi magyar dohányfajták és termesztésük;(Juhász Árpád emlékanyag a Magyar Mezőgazdasági Múzeum adattárában) - P. Erményi Magdolna: Forrástanulmány a régészeti korokból származó csonthéjas gyümölcsleletekről Közép-Európában - Für Lajos: A kertkultúrás tanyarendszer kiépülése a századfordulón - Pintér János: A kecskeméti „Miklós" szőlőtelep létrejötte és első évtizede - Csoma Zsigmond: Szőlészeti munkaeszközváltás Somlón - Takács Imre: A borhamisítás tilalmának változásai 1945 előtt Magyarországon - Lippóczy Norbert: Lengyel bor-útlevelek a XVIII. század első feléből mint a tokaji borok kísérői - Kovács Miklós: Korabeli vélemények az 1880—1890-es évek hazai szarvasmarha tenyésztéséről - Csöppüs István: Magyarország lóállományának alakulása az 1938—1944. években - Matolcsi János: A bakonyi sertés XV—XVI. századi csontleletei Sarvalyon - Mártha Zsuzsanna: A libamáj a magyar gazdaságtörténetben - N. Kiss István: Bécs húsellátásának válsága;(1770-1773);(Marhaexport, politika és profit) - Korek József: Termény- és virágkiállítások a Magyar Nemzeti Múzeum épületében 1851-1862 között |

### 1978–1980
| (IX.) Takács Imre szerk.: A Magyar Mezőgazdasági Múzeum Közleményei 1978–1980 (Budapest, 1981) |
| --- |
| - Balassa Iván: A munkaeszközök kutatásának ikonográfiái forrásai - Csiki László: A Magyar Mezőgazdasági Múzeum keszthelyi Georgikon Majormúzeumának története;(1979) - Csoma Zsigmond: Borászati munkaeszközváltás Somlón - Csöppüs István: A juhállomány alakulása Magyarországon az 1938-1944. években - Für Lajos: A kertkultúrás tanyarendszer kezdetei;(1790-1848) - P. Hartyányi Borbála - Sz. Máthé Márta: A Berettyóújfalu-Szilhalom-i későneolitikus lakótelep 1976-ban feltárt növényleletei - Horváth Lajos: A mezőgazdasági termelőszövetkezetek nagyüzemmé válásának útja - N. Kiss István: A magyar marhatenyésztés jelentősége Magyarország és Közép-Európa számára a 16—18. században - Kovács Miklós: Adatok a takarékmagtárakról - Mártha Zsuzsánna: A baromfi és termékei a magyar külkereskedelmi forgalomban századunk elejéig - Pintér János: Hódmezővásárhely agrárviszonyai a századfordulón a korabeli statisztikák tükrében - Takács Imre: Búzatermelésünk állami átszervezése az 1930-as években - H. Timkó Ilona: Tökmagolaj készítés a rátóti Fenyvesalja Mezőgazdasági Termelőszövetkezetben;(1977) - Urbán László: A paraszti állattartás rendszerének felbomlása az első négy termelőszövetkezeti városban - Vajkai Zsófia: Malomtípusok és a molnár mesterség a XIX. századi Magyarországon. I. - Varga Júlia: Magyarország állattenyésztése az 1873. évi bécsi világkiállításon - Várhidy Imre: A Magyar Mezőgazdasági Múzeum hazai éremgyűjteményének legszebb darabjai - Veress Éva: Számítógépes agrártörténeti archívum - P. Erményi Magdolna: A Mezőgazdasági Múzeumok Nemzetközi Egyesületének;(AIMA) V. kongresszusa Neubrandenburgban;(NDK) 1978. szeptember 10—16. - Balassa Iván: A mezőgazdasági munkaeszközök fejlődése és múzeumi kiállításuk - P. Erményi Magdolna: Magyarország főbb borvidékeinek története a Magyar Mezőgazdasági Múzeum kiállításaiban - Vlcskó Lajos: A jelentős agrártörténeti emlékek és dokumentumok védelme a Magyar Népköztársaságban |

### 1981–1983
| (X.) Für Lajos szerk.: A Magyar Mezőgazdasági Múzeum Közleményei 1981–1983 (Budapest, 1983) |
| --- |
| - Szabó Lóránd: Számvetés a Magyar Mezőgazdasági Múzeum tudományos tevékenységéről 1975-től - Bericht über die wissenschaftliche Tätigkeit des Ungarischen Landwirtschaftsmuseum von 1975 an - Balassa Iván: Az őskori vetőekék és mai megfelelőik Közel-Keleten - Prähistorische Säpflüge und ihre neuzeitlichen Äquivalenten im Nahen Osten - Matolcsi János: A majacki lelőhely;(SZU) állatcsontleletei;(az 1978-1979. évi ásatás) - Die Tierknochenfunde des Fundortes Majack;(SU);(Ausgrabungen der Jahre 1978-79) - Nováki Gyula: Régészeti és paleoethnobotanikai adatok a „gabonásvermek" kérdéséhez - Archäologische und paleoethnobotanische Angaben zur Frage der „Getreide-gruben" - P. Hartyányi Borbála: Kora Árpád-korból származó búza a Hont-i ispánsági várból - Aus der frühen Árpádenzeit stammender Weizen der Honter Gespann-schaftsburg - P. Erményi Magdolna: Gyümölcstermesztés a nagyuradalmakon a XVIII. században - Obstanbau in den Grossgütern im 18. Jahrhundert - Für Lajos: A zöldségtermesztő tanyák kialakulása - Die Entstehung der gemüseproduzierenden Gehöfte - Pintér János: A Duna-Tisza közi szőlőterület alakulása a századforduló idején és a két világháború között - Gestaltung des Weingebietes im Gebiet des Donau—Theiss-Zwischenstromlandes zwischen den beide Weltkriegen - Csorna Zsigmond: Nyugat-magyarországi terményfuvarosok;(Adatok a dél-burgenlandi paraszti borkereskedelemhez és bormértékekhez) - Westungarische bäuerliche Fruchtfuhrmänner;(Beiträge zum südburgenländischen bäuerlichen Weinhandel und zu den WeinmaiSen) - N. Kiss István: Az agrár monokultúrák és Magyarország aktív külkereskedelmi mérlege, 16-18. század - Die Agrarmonokulturen und die Handelsbilanz Ungarns, 16-18. Jh - Mártha Zsuzsanna: A baromfi és termékei a magyar külkereskedelmi forgalomban az 1920-1938. években - Geflügel und Geflügelprodukte im ungarischen Aussenhandel in den Jahren 1920-1938 - V. Góz Gabriella: A szarvasmarha-törzskönyvezés jelentősége a fajtaváltások korában Magyarországon - Die Bedeutung der Stammbuchführung zur Zeit der Tierrassenwechsel in Ungarn - Knézy Judit: Somogy megye jobbágyparaszti népének csoportjai és gazdálkodása;(XVIII. század elejétől a XIX. század közepéig) - Die Gruppen und Wirtschaft der Leibeigenen des Komitats Somogy;(Vom Anfang des 18. Jahrhunderts bis zur Mitte des 19. Jahrhunderts) - Fülöp Éva Mária: A Tata-Geszesi Eszterházy-uradalom gazdasági szabályozása a XVIII. század első felében - Die Wirtschaft des Gutes der Familie Eszterházy in Tata-Gesztes in der ersten Hälfte des XVIII. Jahrhunderts - Réz Gyula-Várhidy Imre: Adatok a hazai gőzcséplés és gőzekeszántás kezdeteihez - Angaben über den Beginn des ungarischen Dampfdresches und Dampfpfluges - Vajkai Zsófia: Malomtípusok és a molnár mesterség a XIX. századi Magyarországon II. - Mühlentypen und das Müllergewerbe in Ungarn im 19. Jahrhundert - Vasvári Mihály: Békéscsaba száraz-, szél-és vízimalmai - Die wirtschaftliche Lage der Bevölkerung und der Müller der Stadt Békéscsaba im 18-19. Jahrundert - Kotlár Károly: A Magyar Mezőgazdasági Múzeum XIX. századi vadászfegyvereinek rövid fejlődéstörténeti áttekintése - Kurzer entwicklungshistorischer Uberblick der Jagdgewehre des Ungarischen Landwirtschaftsmuseums aus dem 19. Jahrhundert - Takács Imre: Földművelésügyi közigazgatásunk és az érdekképviseletek kapcsolatai a tanácsigazgatás létrejöttéig - Die Verbindung der landwirtschaftlichen Verwaltung und der Interessenvertretungen in Ungarn bis zur Entstehung der Rätsverwaltung - Taraba Mária: A Magyar Mezőgazdasági Múzeum könyvtárának nemzetközi kiadványcsere kapcsolatai - Internationale Verbindungen der Bibliothek des Ungarischen Landwirtschaftsmuseums auf dem Gebiet des Publikationsaustausches - Szabó Lóránd: A Magyar Mezőgazdasági Múzeum filiáléinak feladata és tevékenysége - Aufgabe und Tätigkeit der Filialen des Ungarischen Landwirtschaftsmuseums - Balassa Iván: A mezőgazdasági ismeretek szerepe a Magyar Mezőgazdasági Múzeum kutató- és kiállítótevékenységében - Das landwirtschaftliche Wissen der Menschen in der Forschungs- und Ausstellungsarbeit des Ungarischen Landwirtschaftsmuseums |

### 1984–1985
| (XI.) Für Lajos szerk.: A Magyar Mezőgazdasági Múzeum Közleményei 1984–1985 (Budapest, 1985) |
| --- |
| - Nováki Gyula: XIV—XVI. századi szántóföldek maradványai a sümeg-sarvalyi erdőben - Skoflek István: Mag- és termelésleletek Sümeg-Sarvalyról a XVI. századból - Takács István: A harcsa;(Silurus glanis L.) csontozatának vizsgálata - P. Erményi Magdolna: Gyümölcsfajok és fajták a XVI—XVIII. században Magyarországon;(Forrás- és adatközlés) - Balassa Iván: A tokaj hegyaljai aszúbor és eszencia 1790–1810 között - Pintér János: A kecskeméti „Helvécia" telep megalakulása és első évtizede - Csoma Zsigmond: A pannonhalmi főapátság és a magyarországi Bencés rendházak küzdelme birtokaikon a filoxera ellen - Wohlné Nagy Ágota: A levendula magyarországi elterjedése és gyógynövényként való felhasználása - Mártha Zsuzsanna: A pulyka rövid természetrajza és hagyományos tenyésztése Magyarországon - Surányi Béla: A lapály szarvasmarha fajta a két világháború közötti időszak szarvasmarhatenyésztésében - Für Lajos: A csákvári uradalom állatállománya, 1920—1944. I. rész - V. Góz Gabriella: A szarvasmarha törzskönyvelés fejlődése Magyarországon;(1900—1940) - Gecse Lászlóné: Ifj. Vastagh György magyar szürke szarvasmarha szobrai a Magyar Mezőgazdasági Múzeumban;(Tenyésztéstörténeti háttér) - Knézy Judit: A somogyi parasztság gazdálkodásának és táji csoportjainak változásai;(1850—1914) - Réz Gyula: A motorekék magyarországi megjelenése és elterjedésének jelentősége - Balázs György: A csapodi szárazmalom - N. Kiss István: A pozsonyi mérőnek, a magyar királyság hivatalos űrmértékének ismertsége külföldön a XVIII—XIX. században - Fülöp Éva: Halgazdálkodás a tata-gesztesi Esterházy-uradalomban az 1740-es években - Oroszi Sándor: Alföldfásítási tervek, erdősítések és erdőtelepítések a Nagykunságban a két világháború között - Fehér György: A Hohenheimi Mezőgazdasági Akadémia magyar hallgatói, 1818—1893.;(Sorsok, életpályák) - Tóth Lajos: Adalékok a dualizmuskori középfokú mezőgazdasági szakoktatás pedagógiai tartalmának történetéhez - Takács Imre: Földművelésügyi kormányzatunk fő feladatai az 1914/18. évi világháborút követő békekötés utáni első években - Taraba Mária: A „Magyar Mezőgazdasági Szakirodalom Könyvészete" című kiadvány létrejöttének története. I. rész. Előzmények - Szabó Lóránd: Természetvédelem és az új agrotechnika összefüggése Magyarországon a XIX.és XX. században - Szabó Lóránd: A Magyar Mezőgazdasági Múzeum Barátainak Köre tevékenysége |

### 1986–1987
| (XII.) Für Lajos szerk.: A Magyar Mezőgazdasági Múzeum Közleményei 1986–1987 (Budapest, 1987) |
| --- |
| - Nováki Gyula: Tufába vágott gabonásvermek Északkelet-Magyarországon a törökkortól az újkorig - Bökönyi Sándor: Szarvas 1. lelőhely, egy késő-újkori teleprészlet állatmaradványainak archezoológiai vizsgálata - Takács István: Segédlet szubfossilis harcsák testnagyságának kiszámításához a fő vázalkotók méretei alapján - N. Kiss István: Bortermelés és társadalmi viszonyok a muraközi uradalomban;(1670—1720) - Pintér János: Adalékok Kecskemét szőlőtermesztéséhez a századelőn - Wohlné Nagy Ágota: A kamilla Magyarországon a XX. században - Pálmány Béla: Majorsági állattenyésztés a szécsényi uradalomban;(1797—1851) - V. Góz Gabriella: Adalékok néhány nyugat-európai ország szarvasmarhafajtatörzskönyvezésének történetéhez - Für Lajos: A csákvári uradalom állattenyésztése, 1920—1944. II. - Mártha Zsuzsanna: Kezdeti törekvések a külterjes magyar baromfitenyésztés fejlesztésére;(1914-ig) - Knézy Judit: Uradalmi alkalmazottak és életmódjuk a csurgói uradalomban a XVIII. század végén - Fülöp Éva Mária: Fejezetek a tihanyi apátság balatonendrédi gazdaságának történetéből;(1716—1945) - Balassa Iván: Egy talajmegmunkáló eszköz: a hasogató Európában - Fehér György: Az alagcsövezés gazdasági problémái Magyarországon;(1852-1918) - Balázs György: Élőerővel működő malmok a Kárpát-medencében - Takács Imre: A mezőgazdasági tudományok magyar művelőinek egykori társasága;(1935—1948) - Oroszi Sándor: Karsztfásítás az Osztrák—Magyar Monarchiában, különös tekintettel a horvát tengermellékre és Fiume városára - Rakmányiné Bárdos Éva: Újabb adatok egy főúri lószerszámról |

### 1988–1989
| (XIII.) Pintér János szerk.: A Magyar Mezőgazdasági Múzeum Közleményei 1988–1989 (Budapest, 1990) |
| --- |
| - SZABÓ LÓRÁND: Beszámoló a Mezőgazdasági Múzeumok Nemzetközi Szövetségének;(AIMA) (Budapesten tartott CIMA-8 kongresszusáról;(1987. szeptember 7-11.) - P. HARTYÁNYI BORBÁLA: Növényleletek a battonya-parázstanyai neolitikus lakótelepen - PÁLÓCZI HORVÁTH ANDRÁS: Agrártörténeti emlékek a középkori Szentkirály faluban.;(Gazdasági épületek a 4-4/a. ház bel telkén.) - TAKÁCS ISTVÁN: Szentkirály középkori falu zoológiai leletei.;(4-4/a ház, gödöról) - LAPOSA JÓZSEF: Az örvényes-aszófői Öreghegy szőlőterületének változása a múlt század közepétől napjainkig - PINTÉR JÁNOS: A szőlőterület alakulása Magyarországon a XIX. század végétől a II. világháborúig - P. ERMÉNYI MAGDOLNA: Gyümölcstermesztés a Pannonhalmi Bencés Főapátság füssi gazdaságában, a századfordulón. I. - V. GÓZ GABRIELLA: A Kolozsvári Gyógynövénykutató Állomás működése a századfordulón - WOHLNÉ NAGY ÁGOTA: A gyógynövénytermesztés története Magyarországon a XX. században - BALASSA IVÁN: A magyar sertéstartás történetének néhány kérdése - TÖRÖK ZSÓFIA - SZÉKELYHIDY IVÁN - SZŐLLŐSY GÁBOR: Patkolókovács képzés Magyarországon az első világháború előtt - VAJKAI ZSÓFIA: „Szarvas marhának orvossága";(Kéziratos orvosló könyv a Magyar Mezőgazdasági Múzeum Adattárában) - ERNST JÓZSEF: A tájfajták kialakulásának kezdete Magyarországon Mezőhegyes vonzáskörzetében - MÁRTHA ZSUZSANNA: A magyar baromfigazdaság helyzete az 1920-1938. években - SZŐLLŐSY GÁBOR: Az országos tejelési és tenyésztési díjazások érmei a Magyar Mezőgazdasági Múzeum gyűjteményében - CSOMA ZSIGMOND: Az archaikus faépítkezés emlékei a nyugat-magyarországi szőlőhegyeken - BALÁZS GYÖRGY: Élőerővel működő malmok a Kárpát-medencében a XVIII-XIX. században;(II. Taposómalmok) - RÉZ GYULA: A belsőégésű motorok mezőgazdasági felhasználásának kezdeti szakasza Magyarországon - OROSZI SÁNDOR: Erdősítések a Delibláti-puszta homokján - KURUCZ GYÖRGY: Az agrártechnikai megújítás programja Pethe Ferenc „Pallérozott mezei gazdaság" című művében - PÁLMÁNY BÉLA: A szécsényi uradalom kísérlete földművelési rendszere korszerűsítésére az 1830-1840-es években - FÜLÖP ÉVA MÁRIA: A Tihanyi Bencés Apátság uradalmának gazdasági kapcsolatai;(1845-1945) - TAKÁCS IMRE: Gazdakongresszusok és gazdanagygyűlések a dualizmuskori Magyarországon - KNÉZY JUDIT: Gazdasági változások és a somogyi parasztság táplálkozásának alakulása;(1850-1890) - TARABA MÁRIA: A „magyar mezőgazdasági szakirodalom könyvészete" című kiadvány létrejöttének története II. rész. Megvalósulás |

### 1990–1991
| (XIV.) Szakács Sándor szerk.: A Magyar Mezőgazdasági Múzeum Közleményei 1990–1991 (Budapest, 1991) |
| --- |
| - SZAKÁCS SÁNDOR: A fordulat éve és az ötvenes évek - GYULAI FERENC - HERTELENDI EDE - SZABÓ ISTVÁN: Frühmittelalterliche Pflanzenfunde und ihre Datierung vom Gebiet des Plattensees - TAKÁCS ISTVÁN: The history of pig;(Sus scrofa dorn L.) butchering and the evidence for singeing on subfossil teeth - CSOMA ZSIGMOND: Der Einfluss und die Verbreitung der deutschen und deutschprachigen Weinbauliteratur in Ungarn, während der Landwirtschaftlichen Revolution - SZÖLLŐSY GÁBOR: Wellmarm Oszkár szakértői tevékenysége Törökországban 1932-33-ban - BALASSA IVÁN: A henger és használata - BALÁZS GYÖRGY: Élőerővel működő malmok a Kárpát-medencében a XVIII-XIX. században. III. Szárazmalmok - RÉZ GYULA: A hazai mezőgazdasági gépbemutatók kezdeti időszaka. Az első gépkiállítások - OROSZI SÁNDOR: A szalvón tölgyesek legendája és valósága - BÁNYAI JÓZSEF: Adatok a gróf Forgách Károly-féle Ghymes-i uradalomban folytatott vadgazdálkodáshoz és vadászathoz, különös tekintettel híres agancsgyűjteményére - TAKÁCS IMRE: Földművelésügyeink a magyar közigazgatás rendszerében a XVIII. századtól - PINTÉR JÁNOS: Adalékok a Mezőhegyesi Állami Gazdaság történetéhez 1945-1948 - KNÉZY JUDIT: Die Naturalien als Feudalleistungen und die Ernährungsgewohnheiten im Komitat Somogy;(Ungarn) in dem XVIII. Jahrhundert - MÁRTHA ZSUZSANNA: Az állati eredetű fehérjehordozó élelmiszerek fogyasztása Magyarországon az 1880-as évektől a második világháborúig - TARABA MÁRIA: A 'magyar mezőgazdasági szakirodalom könyvészete' című kiadvány létrejöttének története. III. rész - VAJKAI ZSÓFIA: Egy falusi fotográfus;(Életképek Bácsbokodról 1928-1970) - KOVÁCS JUDIT: Kisiskolások nyári tábora a Magyar Mezőgazdasági Múzeumban - FEHÉR GYÖRGY: Tendenciák a magyar mezőgazdaság műszaki fejlődésében. Egyezések és eltérések a fejlett ipari országoktól;(1848-1914) - CSOMA ZSIGMOND: Kertészeti terményvásárok, mint a XIX. századi nagytáji munkamegosztás eredményei - DEÁKY ZITA: Vásári sokadalom - füvesek, foghúzók és társaik - PÁLMÁNY BÉLA: Városok, mezővárosok - országos és hetivásárok Magyarországon;(1686-1870) - VAJKAI ZSÓFIA - WOHLNÉ NAGY ÁGOTA: Fejezetek a hazai növénytermesztési és kertészeti kiállítások történetéből.;(1879-1990) |

### 1992–1994
| (XV.) Fehér György szerk.: A Magyar Mezőgazdasági Múzeum Közleményei 1992–1994 (Budapest, 1994) |
| --- |
| - BARTOSIEWICZ LÁSZLÓ: Takács István;(1954-1993) - PINTÉR JÁNOS: Emlékeim Wellmann Imréről - TAKÁCS ISTVÁN: Cumanian animal keeping at Szentkirály, a 15th-16th century site in Central Hungary - KNÉZY JUDIT: Falusi nők a mezőgazdaságban, falusi nők munkája;(XVIII-XIX. század) - KURUCZ GYÖRGY: Magyarország és az angol-osztrák kereskedelmi kapcsolatok a XVIII. század közepén - CSOMA ZSIGMOND: Bäuerlicher und kleinadeliger Weintransport und Fuhrleute zwischen dem Vorraum der Ostalpen und dem ungarischen Transdanubien;(Kontakte über die Ost-West Grenzen, 17.-bis Anfang des 20.Jh.-s) - BALASSA IVÁN: A futóhomok telkesítése - OROSZI SÁNDOR: Államerdészeti erdőtelepítések Szabadka város határában;(1896-1918) - SZABÓ LÁSZLÓ PÉTER: Talajművelési módok és rendszerek fejlődése az aszály elleni védekezésben Magyarországon - CSOMA ZSIGMOND: A kóser bor Magyarországon;(A kóserezési jog mint adóforrás és a zsidó hitközségek gazdasági önállóságának alapja) - TAKÁTS RÓZSA: Adatok a magyar selyemhernyó-tenyésztés történetéhez - MÁRTHA ZSUZSANNA: A gyöngytyúk eredete és adatok 1945 előtti hazai tartásáról - SZŐLLŐSY GÁBOR: Két kísérlet a magyar szürke szarvasmarha megmentésére - TAKÁCS IMRE: A magyar földművelésügyi igazgatás alsó- és középfokú szerveinek létrehozása és működése a dualizmus korában - HAMAR ANNA: A gazdatiszti elit és az érdekképviselet - FARKAS GYÖNGYI: Telepítések és a földbirtokviszonyok átalakulása Bácsbokodon;(1945-1949) - CSOMA ZSIGMOND — KOVÁCS SÁNDOR: Die Jahrhunderte des Weinhandels in Ungarn - BÁNYAI JÓZSEF: Magyarország részvétele a lipcsei nemzetközi vadászati kiállításon - KNÉZY JUDIT: A századfordulón készült uradalmi fényképek a Magyar Mezőgazdasági Múzeumban - FÖLDYNÉ VIRÁNY JUDIT: Lippoczy Norbert könyvgyűjteménye a Magyar Mezőgazdasági Múzeumban - OROSZI SÁNDOR: Album a görgényi tutajozásról - KOVÁCS JUDIT: Kalászfonatok a Magyar Mezőgazdasági Múzeum gyűjteményében - DARVASNÉ MOLNÁR ANNA: Környezetkultúra, környezeti nevelés a múzeumpedagógiában - 11. Nemzetközi Gazdaságtörténeti Kongresszus, 1994., Milánó;(llth International Economic History Congress) - Raoul H. Francé-emlékülés |

### 1995–1997
| (XVI.) Fehér György szerk.: A Magyar Mezőgazdasági Múzeum Közleményei 1995–1997 (Budapest, 1998) |
| --- |
| - Prof. Dr. Takács Imre;(1902-1995);(MÁRTHA ZSUZSANNA) - SOMHEGYI TAMÁS: A húsfeldolgozás és -fogyasztás jelei a középkori Szentkirályon - PÁLÓCZI HORVÁTH ANDRÁS: Középkori régészetünk újabb eredményei és a környezeti régészet - PÁLÓCZI HORVÁTH ANDRÁS-SZŐKE MÁTYÁS: A visegrádi királyi palota középkori kertjeinek kutatási programja - TAKÁCS MIKLÓS: Kisfazék - bögre - csupor - TÜDŐSNÉ SIMON KINGA: A földbirtokos Kálnoky Sámuel;(1698) - BALÁZS GYÖRGY: Vízimalmok, szárazmalmok, szélmalmok a 18-19. században - KNÉZY JUDIT: Lage der angesiedelten deutschen Volksgruppen und ihre Konflikte mit den zuständigen Gutsherren;(Komitat Somogy, 2. Hälfte des 18. Jahrhunderts) - SZOVÁTAY ADRIENNE: A hazai baromfiorvoslás és -egészségügy története a kezdetektől az első világháborúig - TAKÁTS RÓZSA: Adatok a magyar selyemhernyó-tenyésztés történetéhez. II - OROSZI SÁNDOR: Fehértemplom helység szerepe a magyar erdészeti igazgatásban - ENZSÖL IMRE: A Mosonmegyei Gazdasági Egylet a dualizmus idején - SZABÓ LÁSZLÓ PÉTER: Kísérletek a szikes talajok megjavítására és a rajtuk való gazdálkodásra Magyarországon 1933-ig - VAJKAI ZSÓFIA: Szívesen látott vendégünk, a parafa - FARKAS GYÖNGYI: Propaganda és agitáció - Kollektivizálás Veszprém megyében;(1948-1956) - DARVASNÉ MOLNÁR ANNA: A Nemzeti Alaptanterv és a Magyar Mezőgazdasági Múzeum kiállításai - CSÓK MÁRTA: Szolgáltatás vagy hivatás?;(Múzeumpedagógia a Magyar Mezőgazdasági Múzeumban) - KOVÁCS JUDIT: Kik látogatják a Magyar Mezőgazdasági Múzeumot?;(Egy kérdőíves felmérés eredményei, tapasztalatai) - PRISZTER SZANISZLÓ: Természettudományi ismeretterjesztés a millenniumi kiállításon - VÖRÖS ÉVA: Herman Ottó tevékenysége a Magyar Királyi Mezőgazdasági Múzeumban - SZŐLLŐSY GÁBOR: Két mongol dísznyereg a Magyar Mezőgazdasági Múzeum gyűjteményében - CSOMA ZSIGMOND: Deutsches Bauerleben, deutsches Bauernschicksal in Ungarn - ZSIGMOND CSOMA-GYÖRGYI GYÖRKÉ: Die bäuerliche und bauer-bürgerliche Lebensform und Trianon - Tatsachen und Illusionen im Leben der Minderheiten Mitteleuropas;(Historisch-ethnographische Ausstellung zum Anlaß des 75. Jahrestages der Unterschreibung des Friedensvertrages von Trianon) - ZSIGMOND CSOMA-SÁNDOR KOVÁCS: Bergordnung-Weinorden;(Historisch-volkskundliche Ausstellung anläßlich des Berggemeinde-Gesetzes und des Welttreffens der Weinorden) - RESTAURÁTOR- ÉS MODELLKÉSZÍTÉSI MUNKÁK A MAGYAR MEZŐGAZDASÁGI MÚZEUMBAN - MOLNÁR ZSOLT: Területhasználati konfliktusok a Szentendrei-szigeten |

### 1998–2000
| (XVII.) Oroszi Sándor szerk.: A Magyar Mezőgazdasági Múzeum Közleményei 1998–2000 (Budapest, 2001) |
| --- |
| - KNÉZY JUDIT: A környezetváltozások hatása a halászatra és a halfogyasztásra a Dunántúlon - CSOMA ZSIGMOND: Főnemesi díszkertek, mint a polgárosodás előfutárai;(a 18-19- sz. fordulóján) - FEHÉR GYÖRGY: Egy agrárszakoktatási intézet tangazdasága: Keszthely;(1865-1945) - ERNST JÓZSEF: Szamártenyésztés az állami ménesekben és a ménesbirtokokon - OROSZI SÁNDOR: A muraszerdahelyi volt úrbéres;(erdő) birtokosság megszerveződése - RÉZ GYULA: Ganz belsőégésű erőgépek a nagy műszaki találmányok tükrében - Paikert Alajos: Életem és korom;(Egy emlékirat a múzeum Adattárának őrizetében) Közzéteszi: TAKÁTS RÓZSA - SZABÓ LÁSZLÓ PÉTER: Műtrágyázás Magyarországon a két világháború között - SZOVÁTAY ADRIENNE: A hazai baromfiorvoslás és -egészségügy története a két világháború között - VAJKAI ZSÓFIA: Egy alföldi tanyamúzeum gondjai az ezredfordulón. Lajosmizse. Dr. Für Lajos 70. születésnapja köszöntésére - DARVASNÉ MOLNÁR ANNA: Múzeumpedagógiai szakmai gyakorlat a Magyar Mezőgazdasági Múzeumban I. - CSÓK MÁRTA: Múzeumpedagógiai szakmai gyakorlat a Magyar Mezőgazdasági Múzeumban II. - KOVÁCS JUDIT: Múzeumpedagógiai szakmai gyakorlat a Magyar Mezőgazdasági Múzeumban III. |

### 2001–2004
| (XVIII.) Fehér György szerk.: A Magyar Mezőgazdasági Múzeum Közleményei 2001–2004 (Budapest, 2004) |
| --- |
| - Dobszay Tamás: A jobbágyfelszabadítás, a jogkiterjesztés és a paraszti politikai jogok kapcsolata Kossuth publicisztikájában;(1841-1844) - Egyed Ákos: A parasztság polgárosodása Erdélyben a jobbágyfelszabadítás nyomán - Kríza Ildikó: Kossuth-mítosz a hazai és a környező népek folklórjában - Zachar József: Császári hadimúlttal Rákóczi seregei élén - Pálóczi Horváth András: Középkori települések környezettörténeti kutatása - Szabó László Péter: Tápanyag-gazdálkodási elméletek fejlődése és gyakorlati hasznosítása a XIX. századi Magyarországon - Csoma Zsigmond: A régi magyar, hungaricum szőlőfajták történeti-ökológiai, ethno-ampelográfiai vizsgálata;(A középkortól a XX. század közepéig) - Beck Tibor: A filoxéravész hatása a magyar szőlő- és bortermelésre - Korkes Zsuzsa: Rozmaring a magyarországi paraszti ünnepnapokban - Oroszi Sándor: Temessziget kontra kincstár - Szőllősy Gábor: A poroszkálásról és a hagyományos török poroszkaversenyekről - Knézy Judit: Életmódváltozások Somogy megyei falvakban;(1945-1970) - Farkas Gyöngyi: Paraszti társadalom és kollektivizálás Veszprém megyében;(1948-1956) - Wohlné Nagy Ágota: A rendszerváltás hatása a magyarországi „gyógynövényügy" alakulására - Szovátay Adrienne: A hazai baromfiorvoslás és -egészségügy története a II. világháború után a nagyüzemi mezőgazdaság kialakulásáig - Körösi Andrea: A Magyar Mezőgazdasági Múzeum szürkemarha csontgyűjteménye - Takáts Rózsa: A céhes kézműipar forrásai a Magyar Mezőgazdasági Múzeumban I. Pecsétnyomók - Csók Márta: A Montessori-pedagógia elmélete és gyakorlata a múzeumpedagógiában - Rácz Szabóné Soós Annamária: A közönségért.;(Közönségkapcsolat a Magyar Mezőgazdasági Múzeumban |

### 2005–2007
| (XIX.) Estók János szerk.: A Magyar Mezőgazdasági Múzeum Közleményei 2005–2007 (Budapest, 2007) |
| --- |
| - Fehér György: A Magyar Mezőgazdasági Múzeum alapítása és új épületének átadása - Rosch Gábor: A városligeti Vajdahunyadvár és tervezője, Alpár Ignác - Fülöp Éva Mária: A Magyar Mezőgazdasági Múzeum gyűjteményeinek gyarapodása az elmúlt száz esztendőben - Csók Márta: Száz esztendő a „köz" művelődéséért - Nagy Ágota: A növénytermesztési kiállítások története - Beck Tibor: A Magyar Mezőgazdasági Múzeum szőlészeti-borászati kiállításainak története - Oroszi Sándor: Az Erdészeti Gyűjtemény és az erdészeti kiállítások története - Szatmári Sarolta: A lótenyésztés és a lósport bemutatása a Magyar Mezőgazdasági Múzeumban - Takáts Rózsa: Az Agrártörténeti Iratok Gyűjteményének története - Vörös Éva: Az Archív Fotók Gyűjteménye - Csorna Zsigmond: A Magyar Mezőgazdasági Múzeum Munkaeszköz-történeti Archívuma és tudományos jelentősége a kutatásban - Szabó László - Székelyhidy Iván: A Magyar Mezőgazdasági Múzeum Halászati Gyűjteménye - Bányai József: Adatolt trófeák a Vadászati Gyűjteményben - Körösi Andrea: A Magyar Mezőgazdasági Múzeum Régészeti Állatcsontgyűjteménye - Szőllősy Gábor: A Képzőművészeti Gyűjtemény története |

### 2008–2010
| (XX.) Estók János szerk.: A Magyar Mezőgazdasági Múzeum Közleményei 2008–2010 (Budapest, 2010) |
| --- |
| - Molnár Erzsébet: Kéziratos térképek a Magyar Mezőgazdasági Múzeum Térképgyűjteményében - Farkas Gyöngyi: Plakátok a Magyar Mezőgazdasági Múzeumban - Vörös Éva: Erdélyi Mór fotográfiái a Magyar Mezőgazdasági Múzeum Eredeti Fényképek Gyűjteményében - Beck Tibor: Hagyományos borkészítés a Magyar Mezőgazdasági Múzeum régi fényképein - Csoma Zsigmond: A mustnyerés és -feldolgozás eszközei a magyarországi szőlő-borágazatban - Nagy Ágota: A paprikatermesztés eszközei a Magyar Mezőgazdasági Múzeumban - Szabó László: A magyar méhészet tárgyi emlékei - Székelyhidy Iván: A magyar halászat múltja - Bányai József: A vadászat tárgyi eszközei - Kotlár Károly - Oroszi Sándor: A Magyar Mezőgazdasági Múzeum vadászfegyvereinek;(tűzfegyvereinek) fejlődéstörténeti áttekintése - Kárpáti Elemérné: Textilgyűjtemény a Magyar Mezőgazdasági Múzeumban |

### 2011–2012
| (XXI.) Szotyori-Nagy Ágnes szerk.: A Magyar Mezőgazdasági Múzeum Közleményei 2011–2012 (Budapest, 2012) |
| --- |
| - Kőrösi Andrea: A budaörsi kora római temető kocsi- és lósírjainak archaeozoológiai vizsgálata avagy A budaörsi kora római temető lovai - Takáts Rózsa: Céhes kézműipar forrásai a Magyar Mezőgazdasági Múzeumban II. Iratok - Csoma Zsigmond: Az első magyar nyelvű, erdélyi református lelkész által írt kertészeti szakkönyv;(1669) - Nagy Ágota: A Pannonhalmi Maggyűjtemény - Oroszi Sándor: Erdőgazdálkodás a Duna-ártér alsó vidékén: Pancsova és Újvidék - Gergely Gábor: A járási beosztás története a Magyar Mezőgazdasági Múzeum közigazgatási térképeinek tükrében a 18. század elejétől 1950-ig - Szotyori-Nagy Ágnes: A 19. század közepének mezőgazdasági állapota a nagykállói esperesi kerületben Popovics Bazil munkácsi görög katolikus püspök levelei tükrében - Fehér György: Egy elfelejtett miniszter, Bethlen András gróf - Vörös Éva: Egy sivatagi lóvásárló expedíció fényképei - Farkas Gyöngyi: "Ötéves tervért, békéért! Több gabonát a hazának!" Mezőgazdasági propaganda az 1950-es évek Közép- és Kelet-Európájában - Beck Tibor: A szőlő és a bor jelentősége a katolicizmusban és hozzá kapcsolódó néphitben - Csók Márta: Mezőgazdaság: minden, ami éltet;(Európai Uniós támogatás közművelődési munkánk tartalmi megújítására, 2009-2011) - Wellisch Maya: A múzeumi filozófia drámapedagógiai értelmezése - Radics Boglárka: "Önként és dalolva" - a gyermekcípőben járó önkéntes program felnőtté válásának lépései a Magyar Mezőgazdasági Múzeumban - Csók Márta: A piramis alján: a gabona: "Egy csipetnyi Európa" - Bálint Ágnes: Így kommunikálunk mi - Kovács-Juhász Gabriella: A Vajdahunyadvár épülete, mint kiállítási "tárgy" - Beck Tibor: Fél évszázad a magyar gazdaközönség szolgálatában: Az Országos Magyar Gazdasági Egyesület tevékenységének első öt évtizede;(1830-1880) - Csoma Zsigmond: Széchenyi és Schams Ferenc érdemei a magyar szőlő és bor európai szintre emelésében a 19. század első harmadában - Szőllősy Gábor: "Pesti Gyep" lóversenybárcák a Magyar Mezőgazdasági Múzeum Numizmatikai Gyűjteményében - Oroszi Sándor: Erdészeti és természetvédelmi gondolatok Széchenyi műveiben - Nyirfalvi Károly: Máskor, máshol, itt és most |

### 2013–2015
| (XXII.) Szotyori-Nagy Ágnes szerk.: A Magyar Mezőgazdasági Múzeum Közleményei 2013–2015 (Budapest, 2015) |
| --- |
| - Kőrösi Andrea: Fosszilis őstulok a keceli tőzegtelepről - Pócz Dániel: A magyar parlagi kecskéről - Csoma Zsigmond: A magas és a népi kultúra írásos gazdálkodási emlékei, az agrárkalendáriumok - Nagy Ágota: Parasztkertektől a gyógynövénykertekig - Fülöp Éva Mária: "Kedves Hazámfiai, mozdulni kell…" Egy elfeledett georgikoni: Angyalffy Mátyás András;(1776-1839) - Takáts Rózsa: Nagy Ferenc tordai gyümölcsfaültetvényének jegyzéke, 1862. - Oroszi Sándor: "M. kir. Erdőhivatal Apatinban" - Tóth-Barbalics Veronika: Az 1891. évi lóverseny-fogadási visszaélések és a turf megítélése a hazai sajtóban és politikai életben a századfordulón - Vörös Éva: Egy gyűjtemény - két fotográfus - négy helyszín. Állami ménesbirtokokról készült fotográfiák a 19. század utolsó évtizedéből - Szőllősy Gábor: A szegedi Rákóczi-szobor lova - Szirácsik Éva: Az uradalomtörténeti kutatások lehetőségei a Magyar Mezőgazdasági Múzeumban - Szotyori-Nagy Ágnes: Egy naiv lélek a fáraók országában. Ifjabb Paikert Alajos három önéletrajzi írásának forráselemzése - Farkas Gyöngyi: Termelőszövetkezetek elleni tüntetések 1953 nyarán. "Nem hallgatunk a kommunistákra, mert miénk a hatalom, mi rendelkezünk." - Tóth József: Víz és ember a Szévíz patak középső folyásánál. Egy zalai mikrotérség jellegzetességei - Beck Tibor: A szőlőművelés és borkészítés munkafolyamatainak ábrázolása a II. világháború utáni években készített fotókon - Gergely Gábor: Válogatott magyar agrártörténeti bibliográfia I. 2002-2005 - Wellisch Maya: A kapujasincs nyitott múzeum hazai és nemzetközi élő interpretációi |

### 2016–2017
| (XXIII.) Szirácsik Éva szerk.: A Magyar Mezőgazdasági Múzeum Közleményei 2016–2017 (Budapest, 2017) |
| --- |
| - Fehér György: Darányi Ignác, az agrárpolitikus - Nagy Frigyes: A 120 éves Mezőgazdasági Múzeum létrehozásában szerepet játszott óvári gazdászok - Takáts Rózsa: Róth Miksa üvegművész működése a Budapesti Vajdahunyadvárban - Vörös Éva: 120 év időben és térben. A Vajdahunyadvár és a Magyar Mezőgzadasági Múzeum története több dimenzióból - Kemecsi Lajos: A Néprajzi Múzeum újra a Városligetben című előadás összefoglalása. Magyar Mezőgazdasági Múzeum és Könyvtár ünnepi konferencia - Kerényi-Nagy Viktor: Pillanatképek a városligeti Széchenyi-sziget kerttörténetéből és lehetséges fejlesztési irányai - Lázár László: Az erdélyi agrármúlt kutatása és az Erdélyi Múzeum-Egyesület szerepe - Orosz István: A magyar agrártörténet-írás múltja és mai lehetőségei - Varga Zsuzsanna: Egy diszciplína megújulásának tapasztalatai: agrártörténetből rural history - Rüsz-Fogarasi Enikő: Kolozsvári kora újkori sütőházak - Kónya Péter: Adatok a szőlő- és bortermeléshez a ma már nem létező északi bortermő területeken Zemplén és Ung vármegyében - Kónya Annamária: Földesúri gazdálkodás Zemplén és Ung vármegyékben a 18. században Homonna, Nagymihály és Szobránc példáján - Beck Tibor: A Balatonboglári Borvidék és a Balatonboglári Borászati Rt. vázlatos története - Szőllősy Gábor: Archaikus szíjgyártó megoldások egy régi típusú szügyhámon a Magyar Mezőgazdasági Múzeum és Könyvtár gyűjteményében - Zubor Ferenc: A szervezett magyar galambtenyésztés szakirodalma és tárgyi emlékei a Magyar Mezőgazdasági Múzeum és Könyvtárban;(1882-1918) - Horváth Tamás - Tóth-Barbalics Veronika - Vincze Petronella: Muzeális könyvek a Magyar Mezőgazdasági Múzeum és Könyvtár Archív Gyűjteményében - Perjámosi Sándor: 120 év kiadványai |

### 2018–2019
| (XXIV.) Szirácsik Éva szerk.: A Magyar Mezőgazdasági Múzeum Közleményei 2018–2019 (Budapest, 2019) |
| --- |
| - Sánta Ákos: Főúri halál a 17. századi Magyarország. Az élelemszerzéstől a szórakozásig - Vörös Éva: "Lesben." Vadászati témájú fényképek a Mezőgazdasági Múzeum Eredeti Fényképek Gyűjteményében - Fülöp Éva Mária: A magyar bencés kongregáció erdőgazdálkodásának áttekintése;(1848-1950) - Izsákné Simon Adrienn: Az örökerdő-gazdálkodás múzeumi bemutatási lehetőségei - Szirácsik Éva: Erdészeti és vadászati témájú iratok a Magyar Mezőgazdasági Múzeum és Könyvtár Agrártörténeti Iratok Gyűjteményében - Gócsáné Móró Csilla: Vajdahunyadvártól a Vajdahunyadvárig. Blaskovich-gyűjtemény a Vajdahunyadvárban - Zubor Ferenc: A szervezett magyar galambtenyésztés szakirodalma és tárgyi emlékei a Magyar Mezőgazdasági Múzeum és Könyvtárban;(1918-1945) - Szabó László: Adatok a cukorrépa hazai megjelenéséhez - Kerényi-Nagy Viktor: Vitéz Habsburg-Lotaringiai József Ágost: "Vetések között gyomnövények" című herbárium a Magyar Mezőgazdasági Múzeum és Könyvtárban - Matits Ferenc: Lippóczy Norbert - két ország mecénása - Pelczéder Katalin: Bereczki Máté gyümölcsnévadói tevékenysége a Dörgő Dániellel folytatott levelezéskötet tükrében - Perjámosi Sándor: Tallózás a Magyar Mezőgazdasági Múzeum és Könyvtár kiadványaiból |

### 2020–2021
| (XXV.) Estók János szerk.: A Magyar Mezőgazdasági Múzeum Közleményei 2020–2021 (Budapest, 2022) |
| ----------------------------------------------------------------------------------------------- |
|                                                                                                 |